# Lythrum alatum
Lythrum alatum là một loài thực vật có hoa trong họ Lythraceae. Loài này được Pursh mô tả khoa học đầu tiên năm 1814.

## Hình ảnh

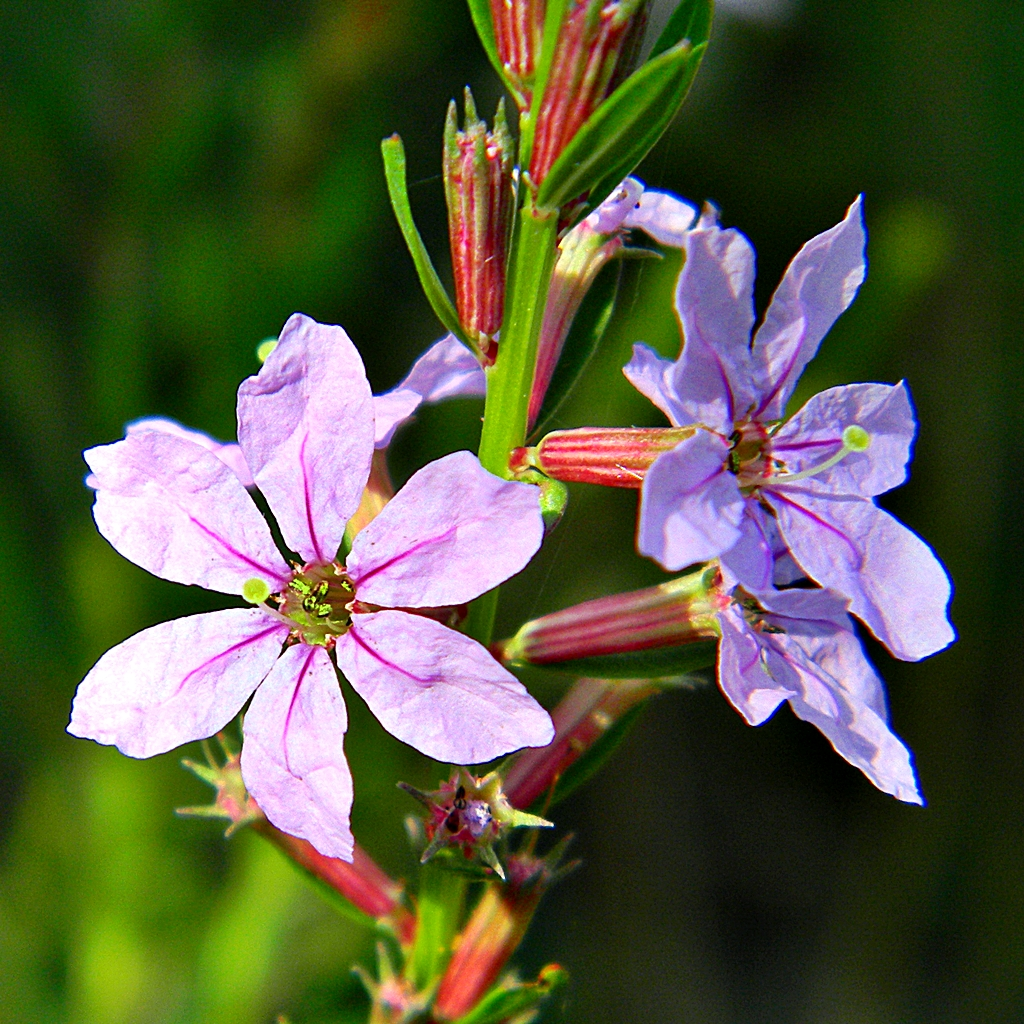